# Cécilia Berder
Cécilia Berder, née le 13 décembre 1989 à Morlaix, est une escrimeuse française, pratiquant le sabre au sein du Cercle d'escrime orléanais, basé à Orléans (Loiret).

## Biographie
Cécilia Berder commence l'escrime à l'âge de 7 ans avec Serge Lahrer, son premier maître d'armes, à l'Escrime Quimper Cornouaille. Elle aurait dû faire de l'escalade son premier sport mais, faute de place et sur le conseil de sa mère, son choix s'est porté vers l'escrime, juste à côté. « Tu as le look d'une escrimeuse, ma fille ! », lui a-t-elle lancé.
Elle rejoint le pôle espoir du Cercle d’escrime orléanais et du lycée Charles Péguy d'Orléans.
En 2015, elle monte sur son premier podium mondial individuel à Moscou en s'inclinant seulement en finale face à la Russe Sofia Velikaïa. Un an plus tard, aux jeux olympiques de Rio, elle perd de nouveau contre la Russe Sofia Velikaïa en quart de finale. Aux Jeux olympiques de Tokyo 2020, elle est médaillée d'argent au sabre par équipes avec Manon Brunet, Sara Balzer et Charlotte Lembach.
Elle remporte la médaille d'or en sabre par équipes aux Jeux européens de 2023 à Cracovie, qui font office de championnats d'Europe pour les épreuves par équipes.
Cécilia Berder est également journaliste. En 2016, elle anime la chronique hebdomadaire L'âme olympique diffusée chaque samedi sur France Info. Elle a pris position en juin 2024 contre l'extrême-droite, précisant que l'idée de la présence d'un premier ministre de ce bord politique aux Jeux olympiques lui « glace le sang ». Sa prise de parole lui a valu une campagne de haine et de cyberharcèlement.

## Palmarès
- Jeux olympiques
  -  Médaille d'argent par équipes à Tokyo 2020

- Championnats du monde

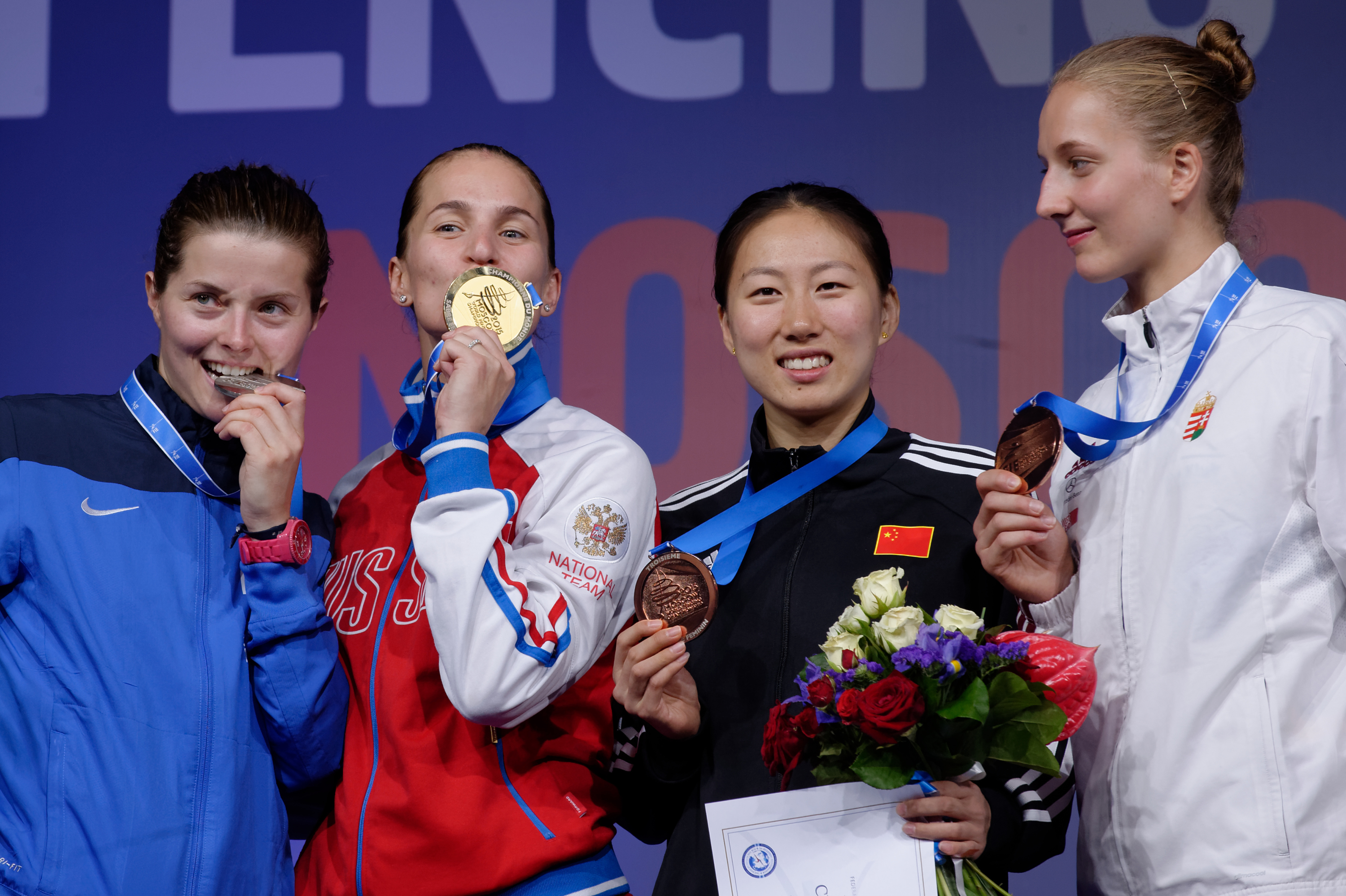
Médaille d'argent, Moscou, 2015, présentes : Shen Chen, Anna Márton, Sofiya Velikaya.

  -  Médaille d'or par équipes en 2018 à Wuxi
  -  Médaille d'argent par équipes en 2019 à Budapest
  -  Médaille d'argent individuelle en 2015 à Moscou
  -  Médaille d'argent par équipes en 2014 à Kazan
  -  Médaille d'argent par équipes en 2009 à Leipzig
  -  Médaille de bronze individuelle en 2017 à Leipzig
  -  Médaille de bronze par équipes en 2010 à Paris
  -  Médaille de bronze par équipes en 2017 à Leipzig

- Championnats d'Europe
  -  Médaille d’or par équipes aux Jeux européens de 2023 (faisant office de Championnats d'Europe par équipes) à Cracovie
  -  Médaille d’or par équipes en 2024 à Bâle
  -  Médaille d'argent individuelle en 2018
  -  Médaille d'argent par équipes en 2016
  -  Médaille d'argent par équipes en 2015
  -  Médaille d'argent par équipes en 2014
  -  Médaille de bronze par équipes en 2008

- Championnats de France
  -  Championne de France par équipes en 2014[5]
  -  Championne de France en individuel en 2014
  -  Championne de France en individuel en 2013
  -  Championne de France par équipes en 2010
  -  Championne de France en individuel en 2008
  -  Vice-championne de France en individuel en 2009

## Décorations
- Chevalier de l'ordre national du Mérite le 8 septembre 2021[6]